# ジョゼフ・マロード・ウィリアム・ターナー
ジョゼフ・マロード・ウィリアム・ターナー（Joseph Mallord William Turner、1775年4月23日 - 1851年12月19日）は、19世紀のイギリス・ロマン主義を代表する画家である。

## 人物・経歴

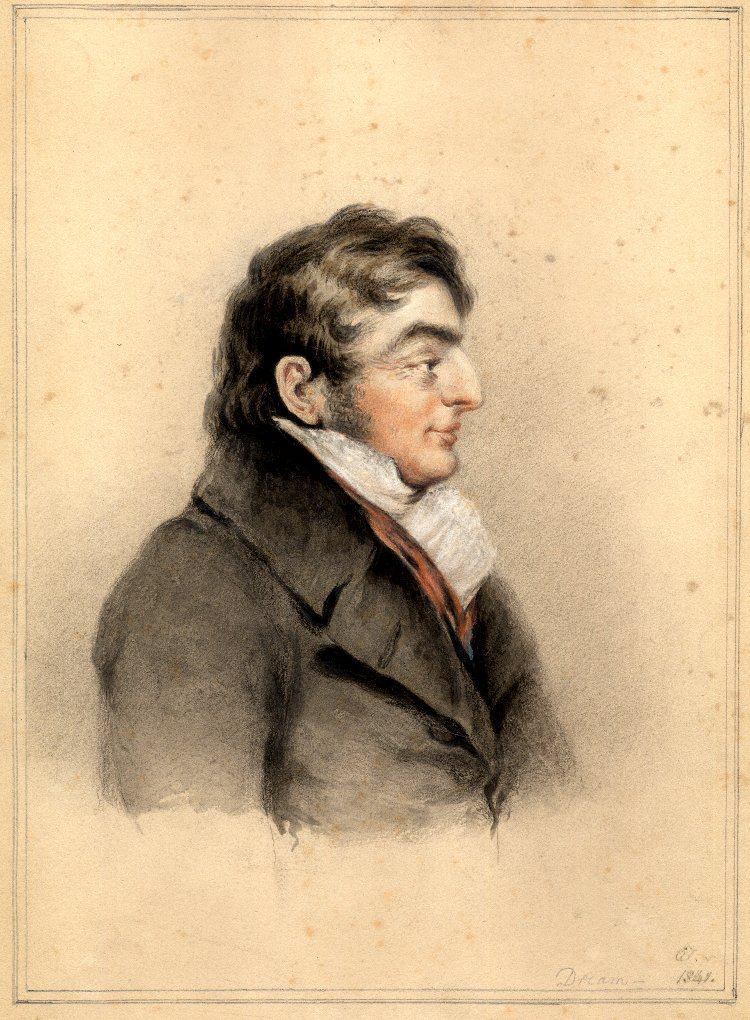
J・M・W・ターナーの肖像（チャールズ・ターナー画）

1775年、ロンドンのコヴェント・ガーデンのメイドン・レーン21番地に理髪師ウィリアムの子として生まれる。1778年に妹のメアリ・アンが生まれるが、1783年に亡くなる。母親のメアリ・マーシャルは精神疾患をもち、息子の世話を十分にすることができなかった。ターナーは学校教育もほとんど受けず、特異な環境で少年時代を過ごしたようである。1789年、風景画家トーマス・モルトン(Thomas Malton)に弟子入りし絵画の基礎を学んだ。当時の「風景画家」の仕事は、特定の場所の風景を念入りに再現した「名所絵」のような作品を制作することであった。モルトンの下で1年ほど修業したターナーはロイヤル・アカデミー附属美術学校に入学。1797年にはロイヤル・アカデミーに油彩画を初出品し1799年には24歳の若さでロイヤル・アカデミー準会員となり、1802年に26歳の時には正会員となっている。
初期のターナーはアカデミー受けのする、写実的な風景を描いていた。アカデミー準会員となって以降、約20年間は有力なパトロンに恵まれ画家として順調な歩みを続けた。『カレーの桟橋』（1803年）、『アルプスを越えるハンニバルとその軍勢』（1812年）などはこの時期の作品でロマン主義的な大気、光、雲の劇的な表現が特色である。
ターナーにとって転機となったのは1819年、44歳の時のイタリア旅行であった。ルネサンス期以来、長らく西洋美術の中心地であったイタリアへ行くことはイギリスのような北方の国の画家たちにとってのあこがれであり、ターナーもその例外ではなかった。イタリアの明るい陽光と色彩に魅せられたターナーは特にヴェネツィアの街をこよなく愛し、その後も何度もこの街を訪れ多くのスケッチを残している。イタリア旅行後の作品は画面における大気と光の効果を追求することに主眼がおかれ、そのためにしばしば描かれている事物の形態はあいまいになりほとんど抽象に近づいている作品もある。このようにターナーは油彩画の大作を発表するかたわら、フランス、スイス、イタリアなどヨーロッパ各地を旅行して多数の風景写生のスケッチも残した。
1842年に制作された『吹雪-港の沖合の蒸気船』では蒸気船はぼんやりとした塊に過ぎず巨大な波、水しぶき、吹雪といった自然の巨大なエネルギーを描き出している。印象派を30年も先取りした先駆的な作品であったが、発表当時は石鹸水と水漆喰で描かれたなどと酷評された。この作品を制作するためにジョゼフはマストに4時間も縛りつけられ、嵐を観察したという逸話が残っている。
生涯を通じて5回から7回の画風の転換があったと言われる。5回であるとすれば、第一期は、主題が中心に描かれた風景画の時代、第二期は風景の中心に広い空間が開けてくる時代、第三期は開けた空間に光が現れた時代、第四期はその光の中に何らかの姿が描かれた時代、そして最後は風景全体が光で満たされた画風である。
ターナーは手元にあった主要作品をすべて国家に遺贈したため、彼の作品の多くはロンドンのナショナルギャラリーやテート・ギャラリーで見られる。
また、このページにもある有名な彼の自画像はかなり美化されたものだといわれており、1841年にロイヤル・アカデミーにおける学友チャールズ・ターナー（同姓だが血縁関係は無い）によって描かれた彼の肖像画は、前述の自画像とは風貌が著しく異なっている。

## 彩色の傾向
好んで使用した色は黄色である。現存している彼の絵具箱では色の大半が黄色系統の色で占められている。逆に嫌いな色は緑色で、緑を極力使わないよう苦心した。ターナーは知人の1人に対して「木を描かずに済めばありがたい」と語っている。また別の知人からヤシの木を黄色く描いているところを注意された時には、激しく動揺している。

## 代表作
- 『トラファルガーの戦い』（1822年）
- 『解体されるために最後の停泊地に曳かれてゆく戦艦テメレール号』（1838年）
- 『吹雪－港の沖合の蒸気船』（1842年）（ロンドン、ナショナル・ギャラリー）
- 『セント・ベネデット』（1843年）（テート・ギャラリー）
- 『雨、蒸気、速度――グレート・ウェスタン鉄道』（1844年）

## ギャラリー
- ウィリアム・ターナーの絵画一覧

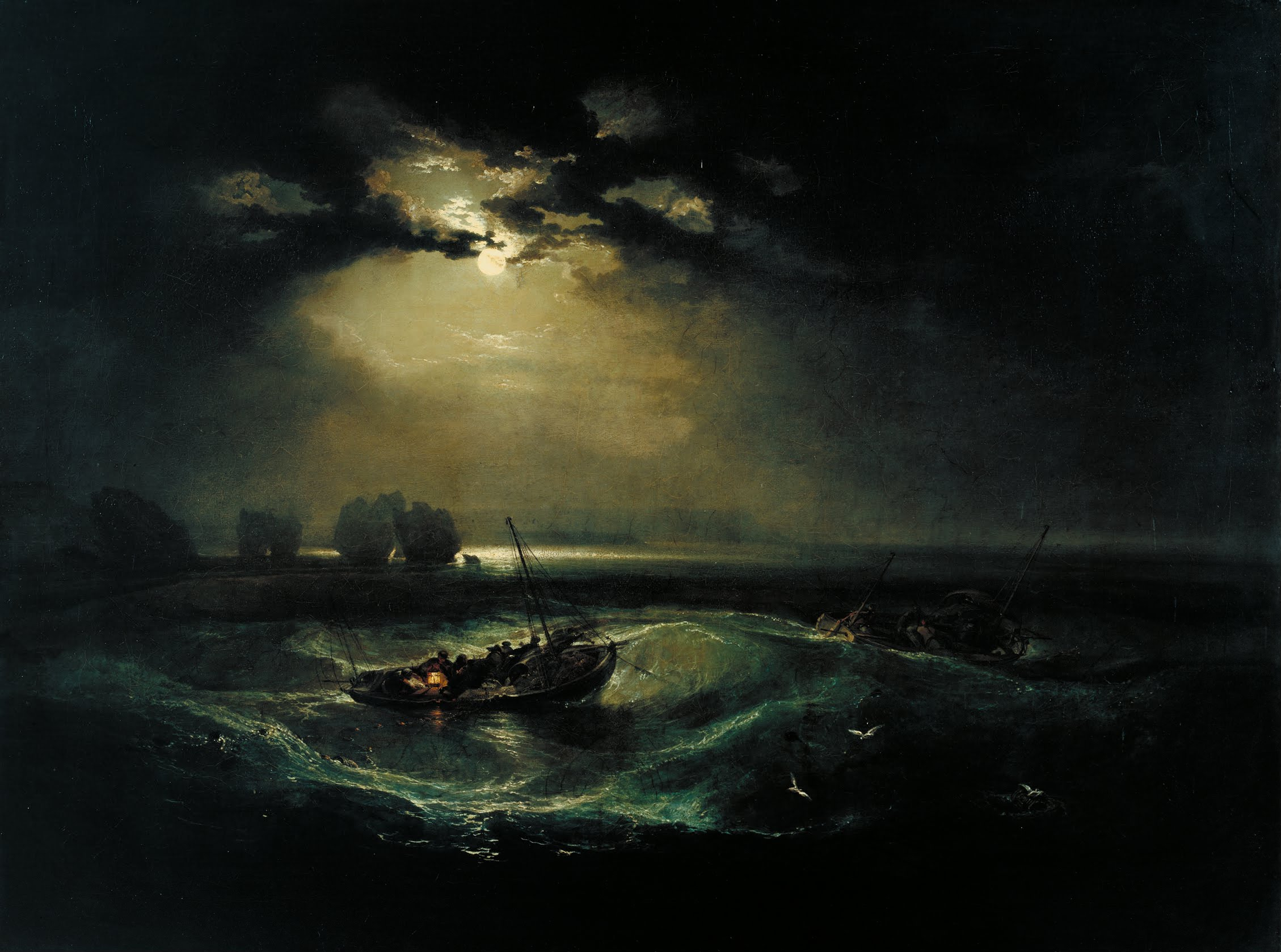
『海の漁師たち』1796年、テート・ブリテン所蔵
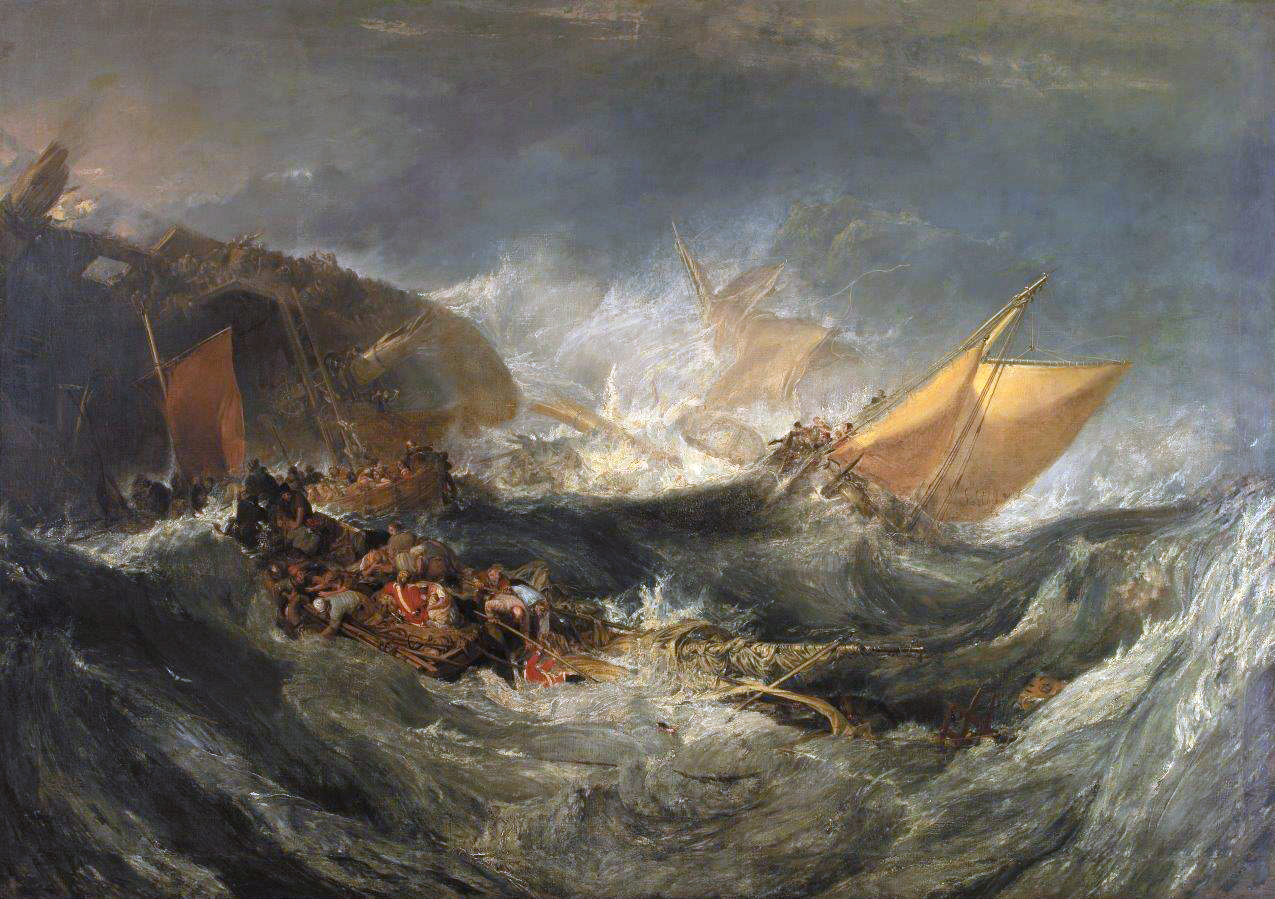
『ミノタウルス号の難破』1810年頃、カルースト・グルベンキアン博物館所蔵
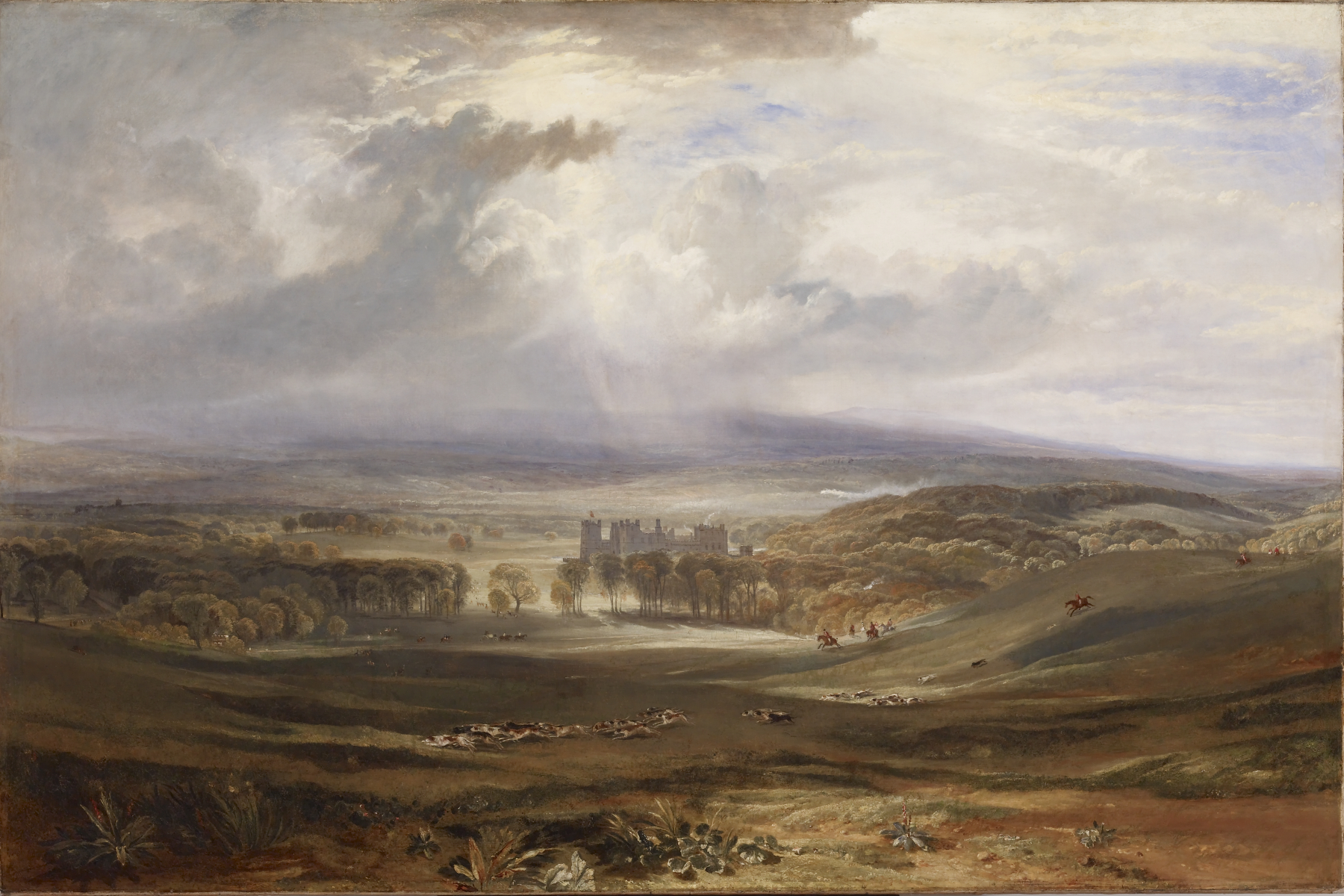
『レイビー城、ダーリントン伯爵の邸宅』1817年、ウォルターズ美術館所蔵
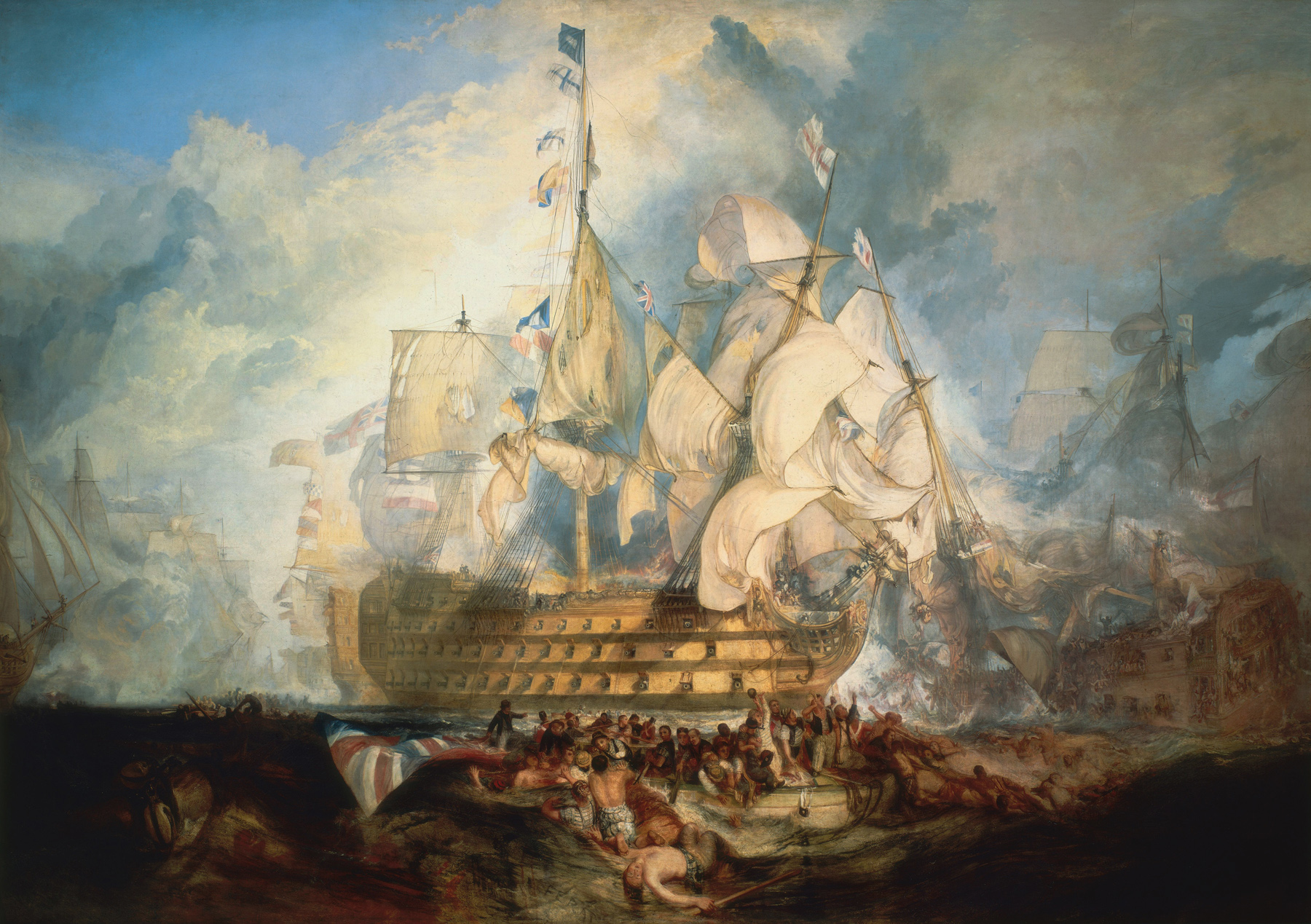
『トラファルガーの戦い』1822年、ロンドン国立海事博物館所蔵
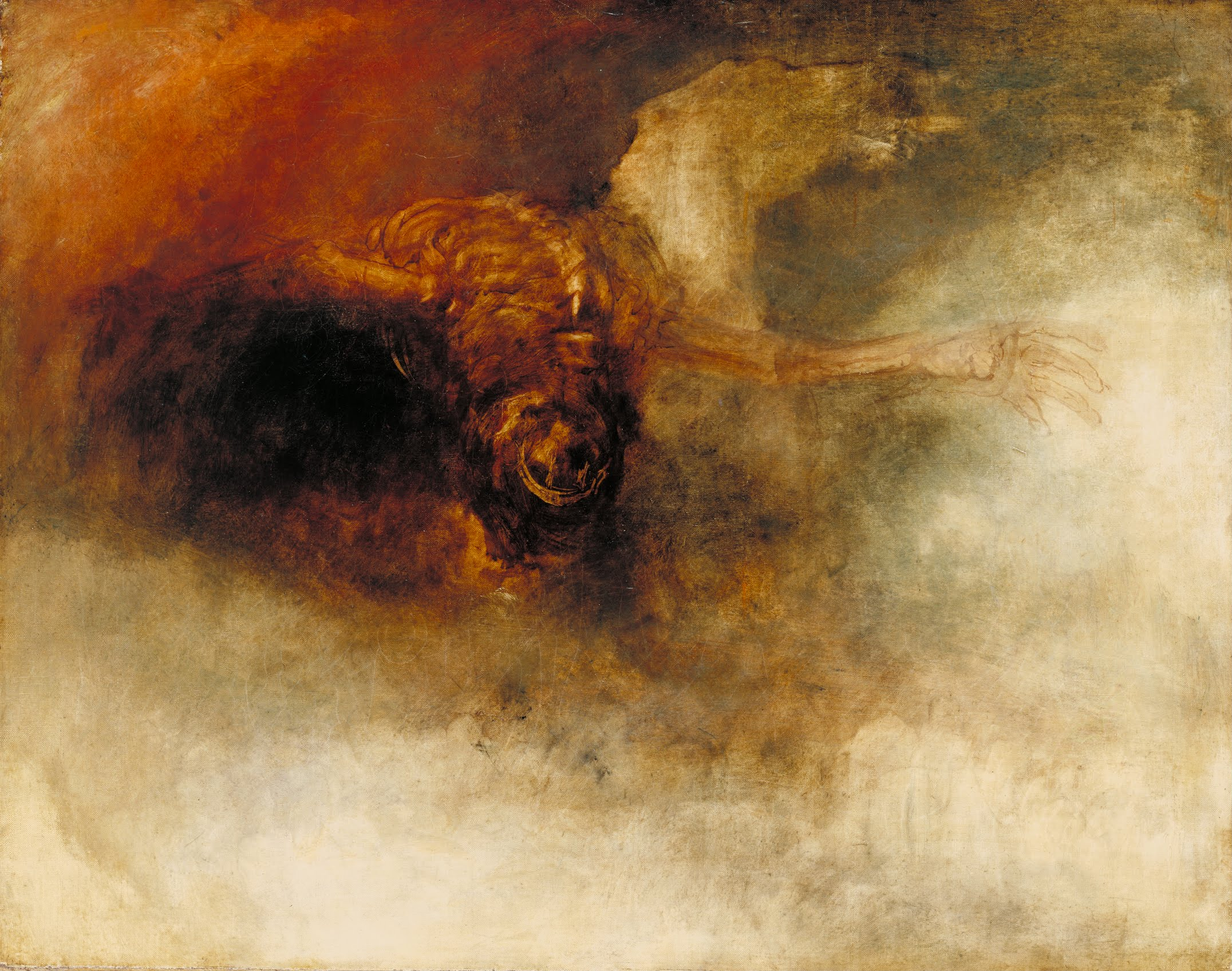
『青白い馬にのった死』1825年頃、テート・ブリテン所蔵
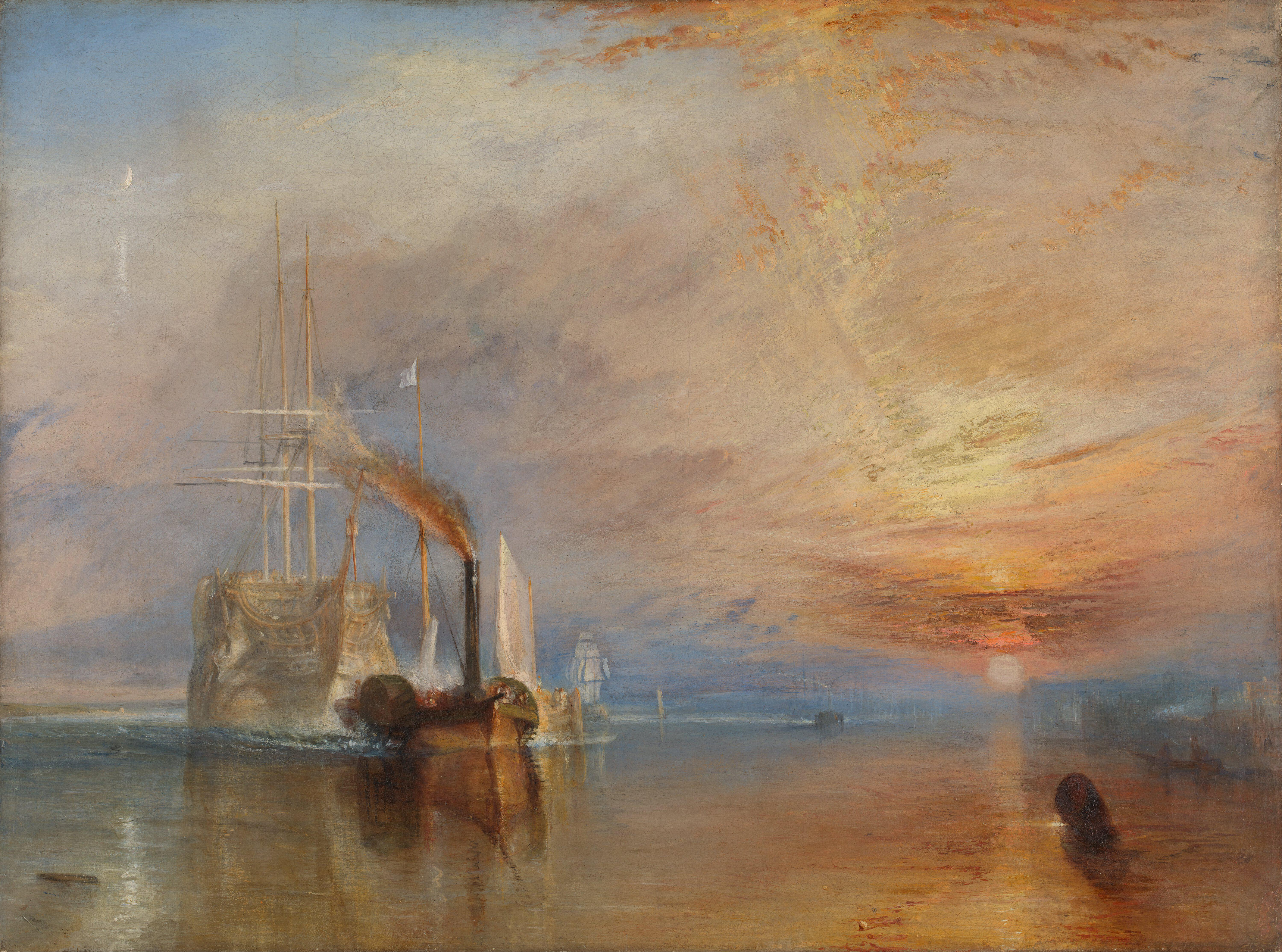
『解体されるために最後の停泊地に曳かれてゆく戦艦テメレール号』1838年、ナショナル・ギャラリー所蔵
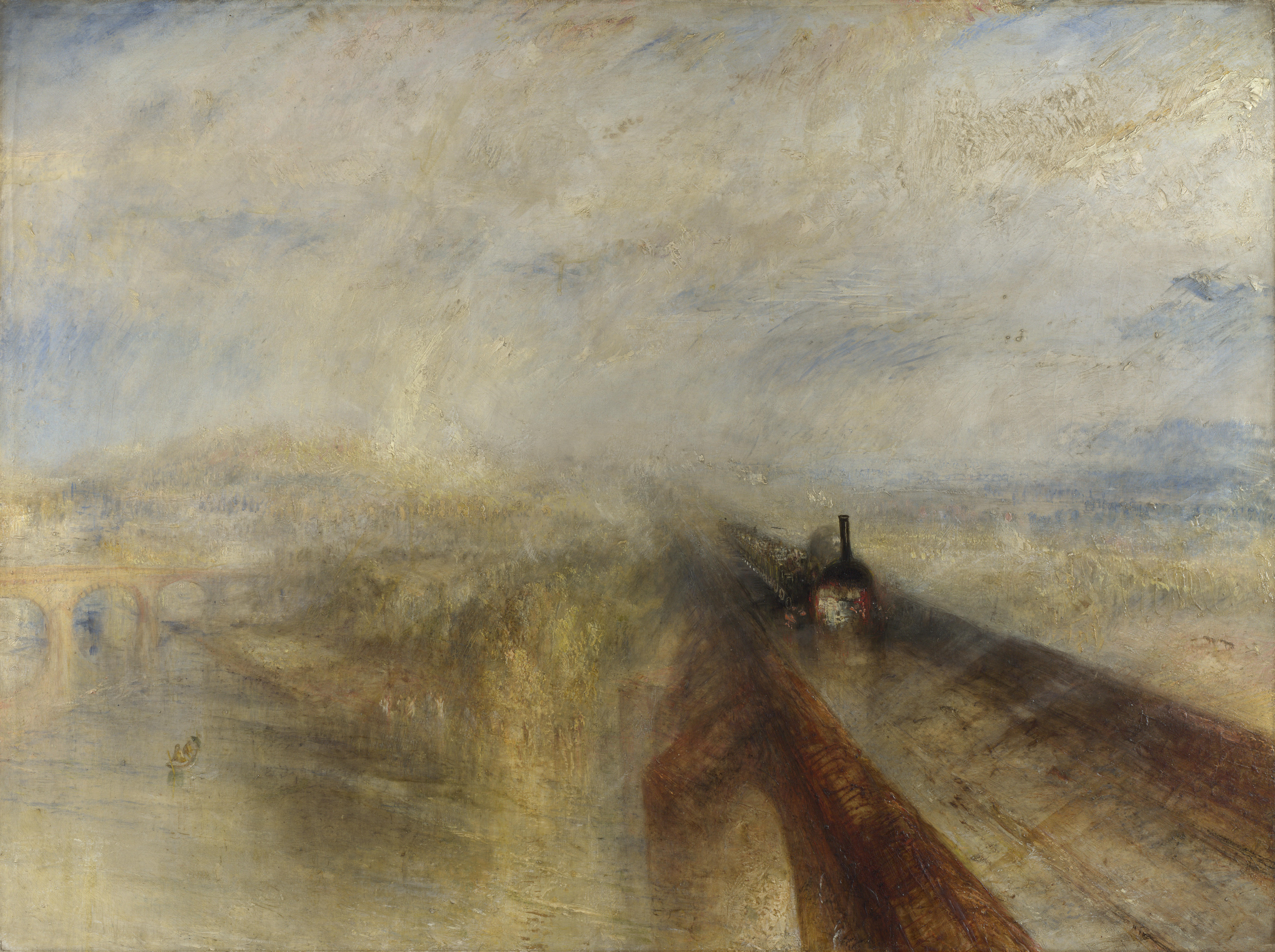
『雨、蒸気、速度――グレート・ウェスタン鉄道』1844年、ナショナル・ギャラリー所蔵
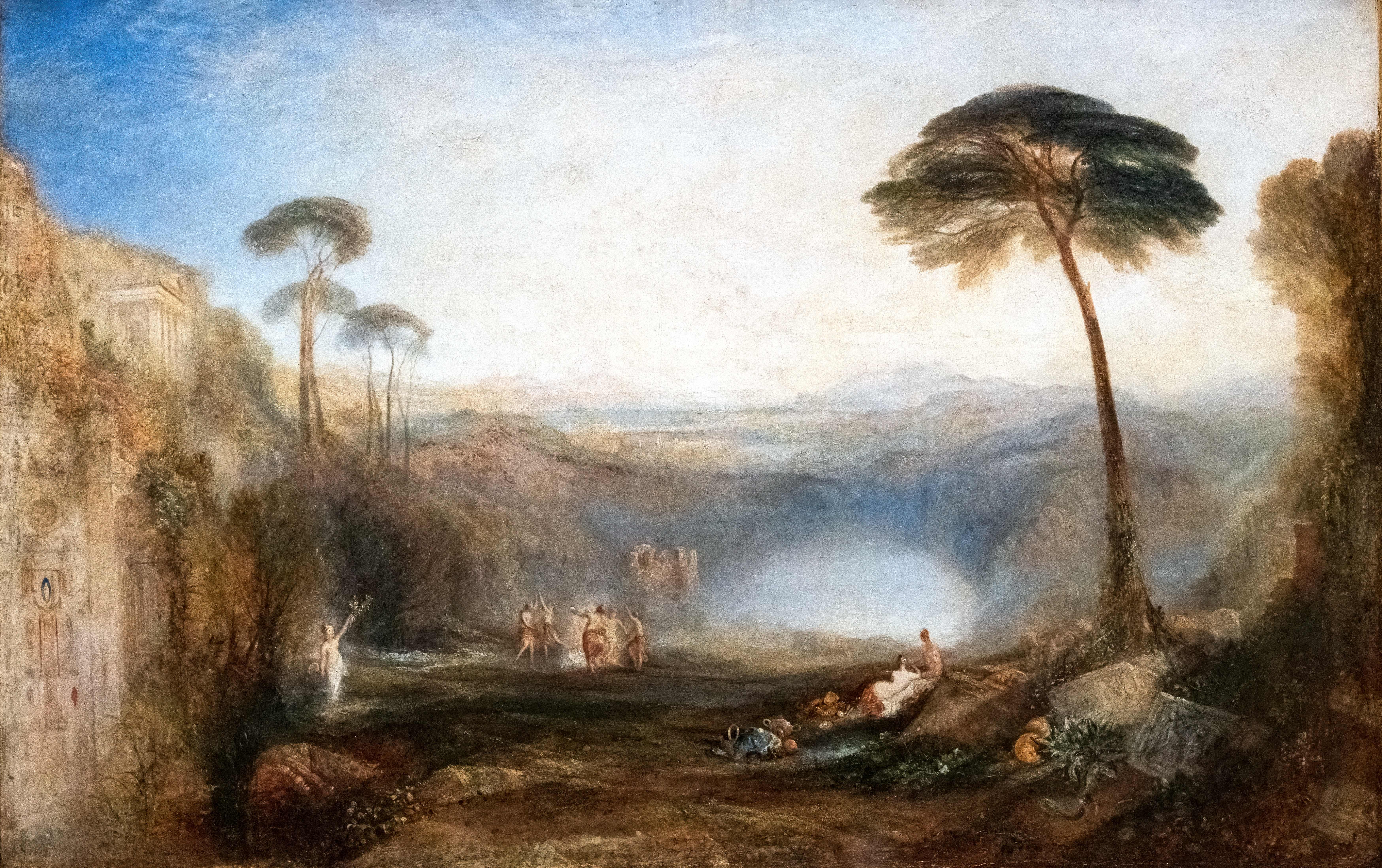
『金枝』1834年、テート・ブリテン所蔵 ジェームズ・フレイザーの『金枝篇』に口絵として掲載された。アイネイアス神話の一場面を描いている。
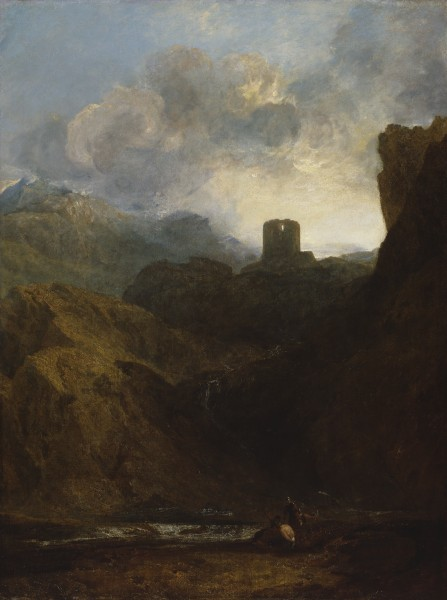
『ドルバダーン城、北ウェールズ』1800年、ロイヤル・アカデミー・オブ・アーツ所蔵
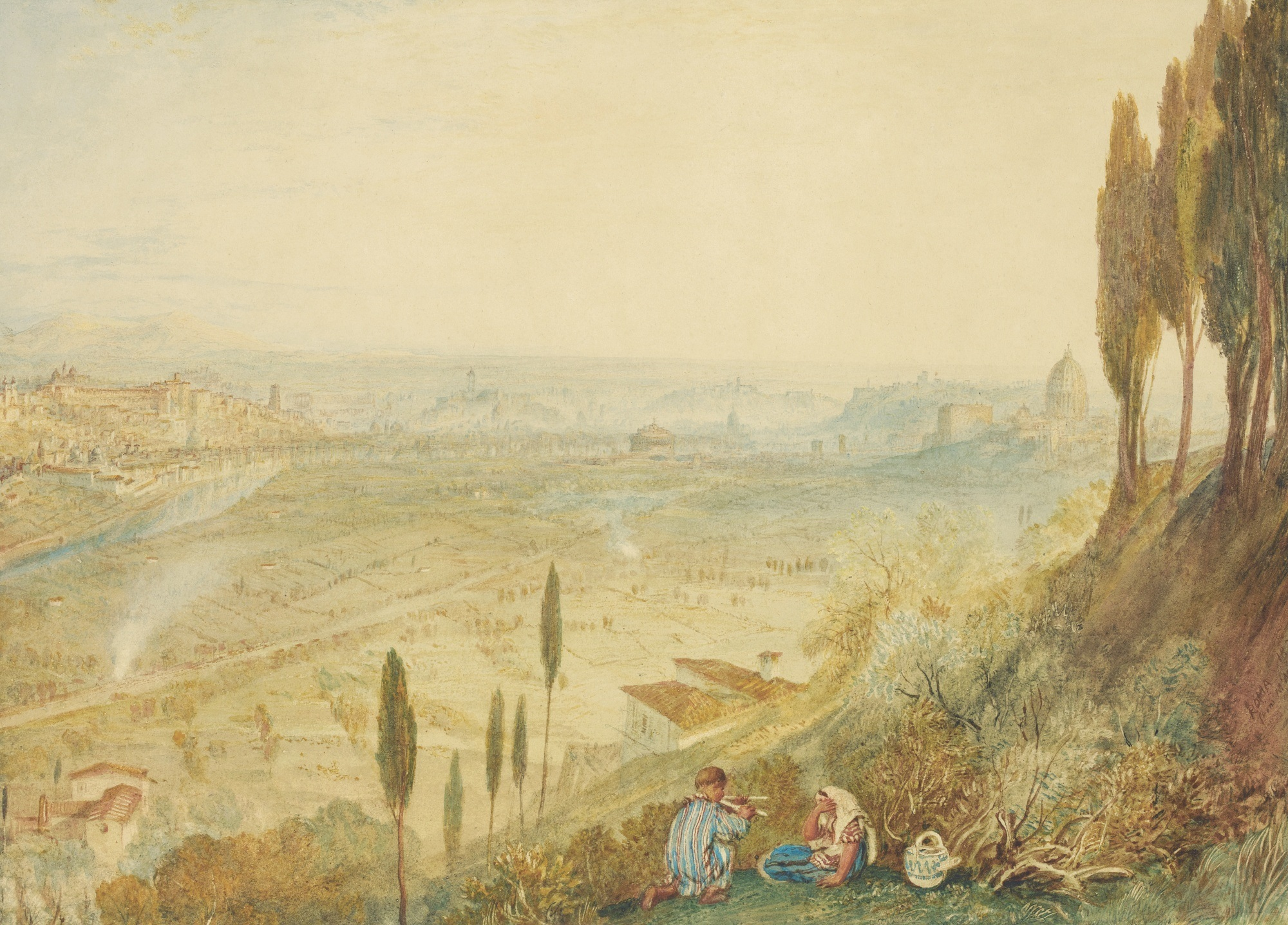
『モンテ・マリオから見たローマ』1820年、スコットランド国立美術館群所蔵
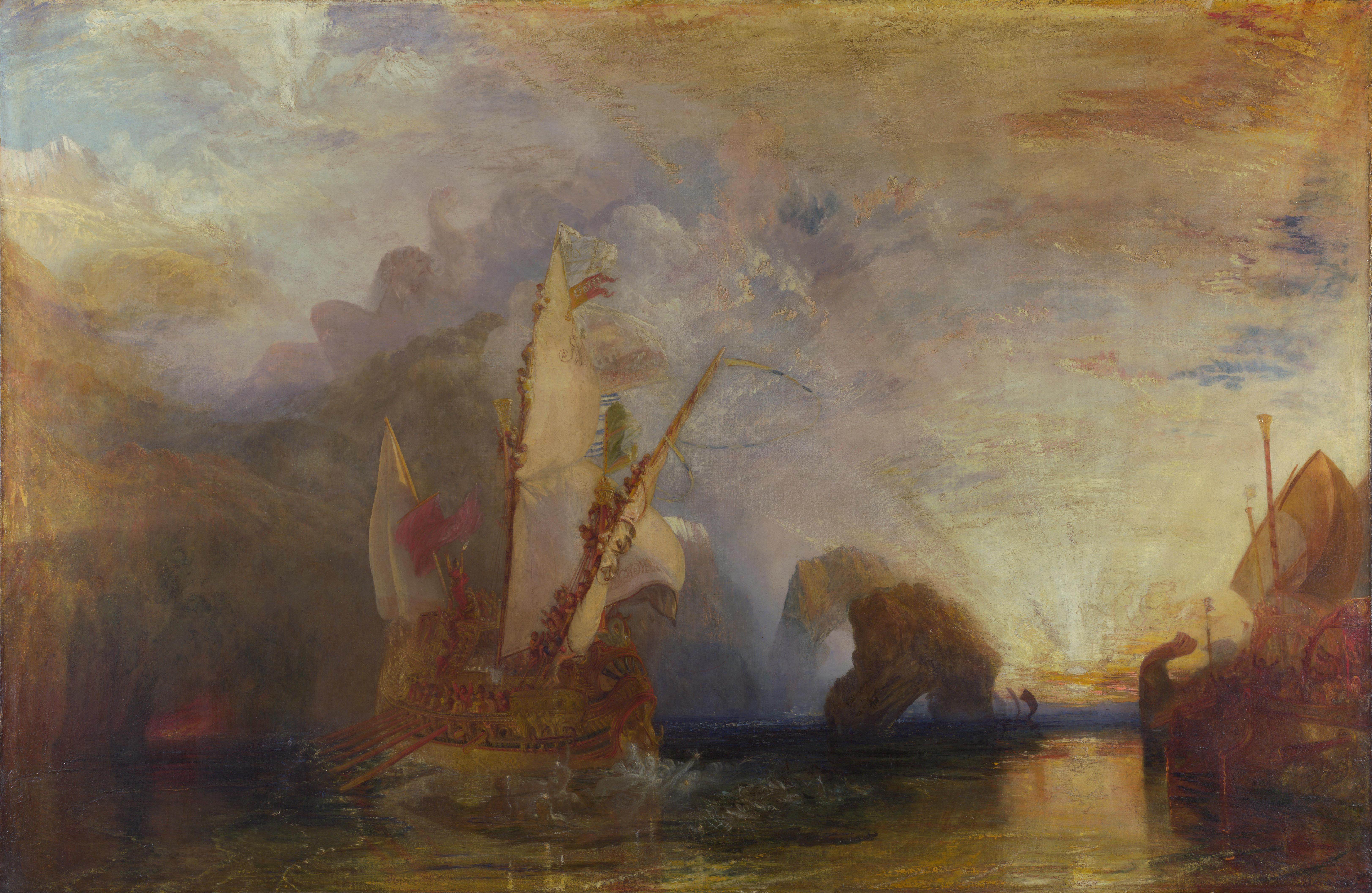
『ポリュペモスをあざ笑うオデュッセウス』1829年、ナショナル・ギャラリー所蔵
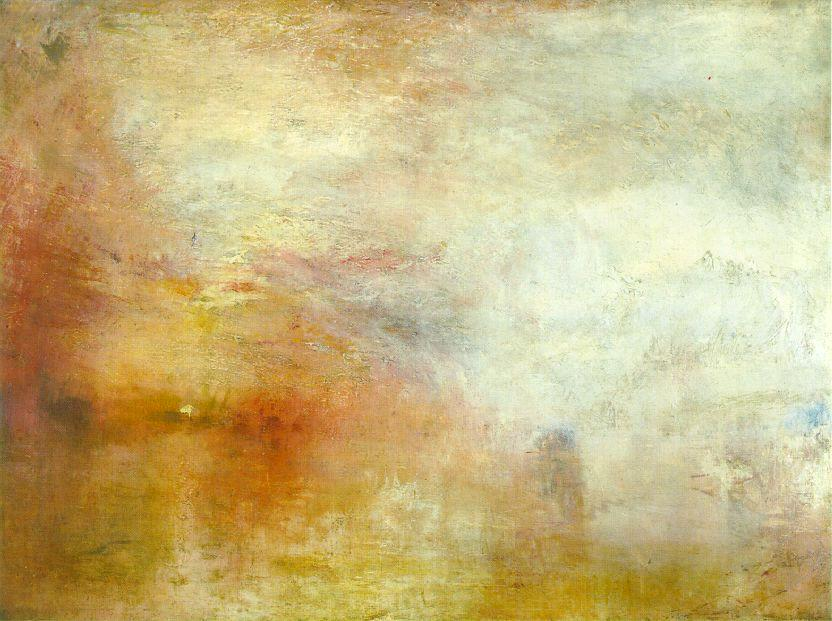
『湖に沈む夕日』1840年、テート・ギャラリー所蔵

## その他の作品
- 吹雪、アルプスを越えるハンニバルとその軍勢（英語版） （1812年）イギリスのテート収蔵

## 日本で出ている画集
- 『ファブリ世界名画集 28 ジョーゼフ・ターナー』高階秀爾解説 平凡社 c1971.
- 『カンヴァス世界の名画 2 ターナーとロマン派風景画』吉田健一,近藤不二,高階秀爾著 中央公論社 1974
- 『新潮美術文庫 17 ターナー』解説:中原佑介 新潮社 1975
- 『世界美術全集 13 ターナー』山崎正和,木島俊介執筆 小学館 1977
- 『ターナー』ジョン・ウォーカー解説 千足伸行訳 美術出版社 1977
- 『世界美術全集 18 ターナー』千足伸行解説 集英社 1977
- ジョン・ウォーカー『巨匠の絵画技法』千足伸行訳 美術出版社 BSSギャラリー 世界の巨匠 1991
- 『ターナー』ウィリアム・ゴーント 荒川裕子訳 西村書店 アート・ライブラリー 1994
- 『週刊美術館 34 ターナー/コンスタブル』小学館 2000
- ミヒャエル・ボッケミュール『J.M.W.ターナー 1775-1851』Kazuhiro Akase [訳] タッシェン・ジャパン 2002
- 『J.M.W. ターナー』青幻舎 2013

## 伝記など
- ジャック・リンゼー『ターナー 生涯と芸術』高儀進訳 講談社 1984
- W.ハーディ『ターナー』倉田一夫訳 エルテ出版 1989
- アンジェロ・デ・フィオレ ほか『絵画の発見 5 ターナー,コンスタブル 光と空気の輝き』小松憲典,森千花訳 学習研究社 1993
- 藤田治彦『ターナー 近代絵画に先駆けたイギリス風景画の巨匠の世界』六耀社 2001
- オリヴィエ・メスレー『ターナー 色と光の錬金術』藤田治彦監修 遠藤ゆかり訳 創元社 「知の再発見」双書 2006
- サム・スマイルズ『ターナー モダン・アーティストの誕生』荒川裕子訳 ブリュッケ 2013